# Костюк, Дмитрий Петрович
Дмитрий Петрович Костюк (17 сентября 1916 — 15 ноября 1995) — передовик советского сельского хозяйства, звеньевой колхоза «Красный пахарь» Берёзовского района Красноярского края, Герой Социалистического Труда (1949).

## Биография
Родился в 1916 году в селе Горбы, ныне Назаровского района Красноярского края в семье крестьянина переселенца из Полтавской области. Украинец.
С 1932 года трудился в колхозе, а в 1938 году обучался на курсах трактористов в Берёзовской МТС. 
Участник Великой Отечественной войны. В 1940 году был призван в Красную Армию. Был водителем 30-го автомобильного полка. В сентябре 1946 года демобилизовался и вернулся на родину, возглавил полеводческое звено. 
По итогам 1948 года его звено получила высокий урожай зерновых. На площади 20 гектаров получено 33,5 центнеров пшеницы с гектара. 
Указом Президиума Верховного Совета СССР от 1 июня 1949 года за получение высоких урожаев пшеницы в 1948 году Дмитрию Петровичу Костюку было присвоено звание Героя Социалистического Труда с вручением ордена Ленина и медали «Серп и Молот».
В 1961 году колхоз "Красный пахарь" вошёл в состав совхоза "Авангард", а Костюка избрали председателем Горбинского сельсовета. 
С 1965 года работал техником искусственного осеменения животных в совхозе "Авангард".
Умер 15 ноября 1995 года.

## Награды
За трудовые и боевые заслуги был удостоен:
- золотая звезда «Серп и Молот» (01.06.1949)
- орден Ленина (01.06.1949)
- орден Отечественной войны II степени (11.03.1985)
- другие медали.